# AKB48 重温时间 最佳曲目100
AKB48 重溫時間 最佳曲目100（日語：AKB48 リクエストアワー セットリストベスト100）是日本女子偶像組合AKB48在2008年1月21日至1月24日在SHIBUYA-AX舉辦的演唱会。

## 概要
- 這是對AKB48的所有歌曲（包括收錄在單曲或專輯的歌曲和劇場公演歌曲）進行投票，接着在2008年1月21日至24日的4天內，由第100位起以倒數的形式每天公開25首[6][7][8]。
- 與其他演唱會不同，本演唱會為於每年1月定期舉行的演唱會，舉行地方預定為東京SHIBUYA-AX。
- 由於演唱會名稱太長，因此很多時都會使用簡稱「AX」。
- 歌曲的排名主要按於2007年8月23日至9月21日在官方網頁舉行的歌曲選舉作為參考[1][9][10]。
- 此外，本演唱會亦會邀請已畢業的成員表演歌曲，為少數可以供已畢業的成員出場的演唱會。
- 由於符合本次演唱會投票的歌曲只有95首，因此亦包括了向日葵組 2nd Stage「不要讓夢想死去」的公演歌曲。

## 曲目
- 所有時間為日本時間。
- 舉行時間：入場時間17:45、出演時間18:30[6]

本次演唱會的投票總數為3693票。
在100首入選的歌曲中，屬於Team A公演歌曲有54首，Team K公演歌曲有27首，向日葵組公演歌曲有16首。此外，亦有2首並非公演的歌曲入選。而在每次公演及演唱會正式開始前的序曲《overture》亦榜上有名。

### 第2日[14]
幕前播報：小嶋陽菜

### 第3日[14]
幕前播報：大島優子

### 第4日[14]
幕後播報：宮澤佐江

## DVD
演唱會的DVD於2008年7月26日由AKS發行。3枚DVD收錄了演唱會全部的100首歌曲及幕後花絮，而副音軌則收錄了成員對各歌曲的評論。此外，亦同時發售是次演唱會的相片集。
3枚DVD分別收錄排名第63～100名、第26～62名及第1～25名的歌曲。而DVD的幕後花絮為其中兩位成員在開演前及出演後等訪問各成員的感受，並拍攝當時在休息室及後台的準備情況。其中負責訪問及拍攝第二天的成員為中西里菜及梅田彩佳、第三天為仲川遙香及菊地彩香，而最後一天為野呂佳代及佐藤夏希。
根據Oricon公信榜，本DVD的最高排名是195名。

## 外部連結
- （日語）AKB官方網站（页面存档备份，存于）